# Bézorgues
Pour les articles homonymes, voir Bésorgues.
La Bézorgues ou Besorgues ou même Bésorgues est une rivière française du département Ardèche de la région Auvergne-Rhône-Alpes et un affluent droit de la Volane, c'est-à-dire un sous-affluent du Rhône par l'Ardèche.

## Géographie
D'une longueur de 18,8 kilomètres, la Bézorgues prend sa source sur la commune de Labastide-sur-Bésorgues à 1 360 mètres d'altitude, à moins d'un kilomètre au sud-est du suc de Bennet (1 392 m) et au sud du suc Chalion (1 352 m).
Il coule globalement du nord-ouest vers le sud-est, après avoir traversé le bois de Cuze, passé à l'ouest du jardin de Cuze et de la forêt domaniale des Volcans.
Il conflue avec la Volane sur la commune de Vals-les-Bains, à 270 mètres d'altitude, à côté du lieu-dit le Pont de l'Ocre de la Volane.

### Communes et cantons traversés
Dans le seul département de l'Ardèche, la Bézorgues traverse les cinq communes suivantes, dans deux cantons, dans le sens amont vers aval de Labastide-de-Juvinas (source), Aizac, Juvinas, Asperjoc, Vals-les-Bains (confluence).
Soit en termes de cantons, la Bézorgues prend source dans le canton d'Antraigues-sur-Volane, et conflue à la limite du canton de Vals-les-Bains.

### Toponyme
La Bézorgues a donné son hydronyme à la commune source de Labastide-sur-Bésorgues.

## Affluents
La Bézorgues a treize affluents référencés :
- le ruisseau de l'Abéouradou (rd[note 1]) 1,1 km, sur la seule commune de Labastide-sur-Bésorgues ;
- le ruisseau des Granges de Sausses (rd) 1,3 km, sur la seule commune de Labastide-sur-Bésorgues ;
- le Pioule (rg) 2,4 km, sur la seule commune de Labastide-sur-Bésorgues ;
- le ruisseau du Richier (rg) 1,1 km, sur la seule commune de Labastide-sur-Bésorgues ;
- le ruisseau de Neyrenuit (rd) 1,6 km, sur la seule commune de Labastide-sur-Bésorgues ;
- le ruisseau Tracol (rd) 1,5 km, sur la seule commune de Labastide-sur-Bésorgues ;
- le ruisseau de Chastagner (rg) 1,7 km, sur la seule commune d'Aizac ;
- le ruisseau de la Joie (rd) 2 km, sur la seule commune de Juvinas ;
- le ruisseau des Champeaux (rd) 1,6 km, sur la seule commune de Juvinas ;
- le ruisseau d'Ainac (rd) 1,2 km, sur la seule commune de Juvinas ;
- le ruisseau de Montas (rd) 1,2 km, sur les deux communes d'Asperjoc et Juvinas ;
- le ruisseau des Pontels (rg) 1,2 km, sur la seule commune d'Asperjoc ;
- le ruisseau d'Aiguebelle (rd) 1,1 km, sur les deux communes d'Asperjoc et Vals-les-Bains.

### Rang de Strahler
Son rang de Strahler est donc de deux.

## Aménagements et écologie
Sur son cours, on trouve les lieux-dits le moulin de Blaye, le moulin de Charrier, la station d'épuration de Labastide-sur-Bézorgues au lieu-dit la Béraude, le moulin de la Coste, la source Rosa, le pont du Moulin et le Pré du Moulin, sur la commune d'Asperjoc, la station d'épuration d'Asperjoc au lieu-dit Tras Chabanne, le Pont Neuf, avant de confluer au sud du pont de l'Ocre de la Volane.